# Sudário de Guntário

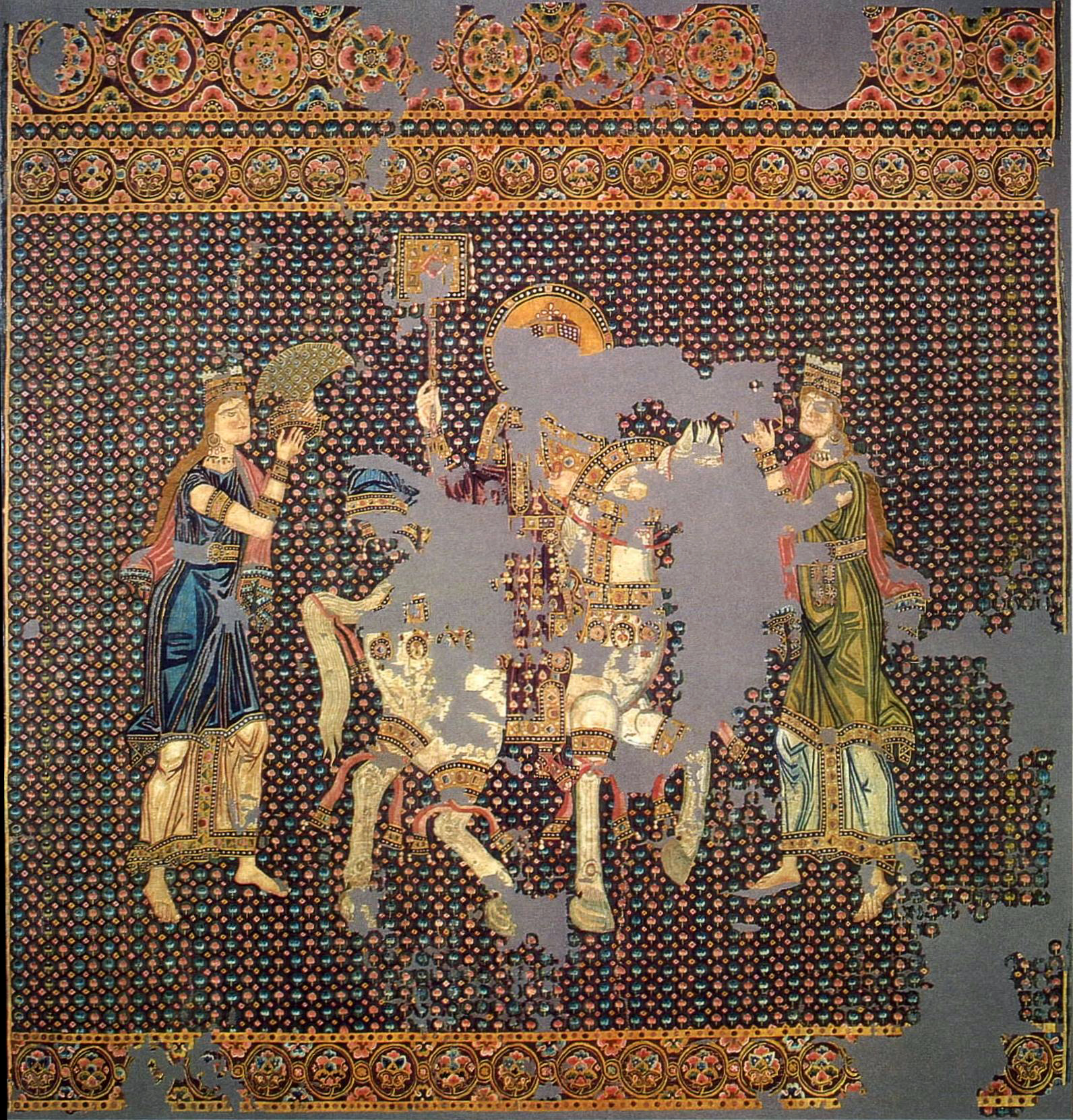
Sudário de Guntário

Sudário de Guntário (em alemão: Gunthertuch) é uma tapeçaria de seda bizantina que representa o retorno triunfal de um imperador bizantino de uma campanha vitoriosa. A peça foi comprada, ou possivelmente recebida como um presente, pelo bispo Guntário de Bamberga, durante sua peregrinação de 1064-1065 para a Terra Santa através do Império Bizantino. Guntário morreu em seu retorno, e foi enterrado na Catedral de Bamberga. O tecido foi redescoberto em 1830 e atualmente está exposto no Museu Diocesano de Bamberga.
Originalmente foi interpretado que o imperador representado no Sudário de Guntário seria Basílio II Bulgaróctono (r. 976–1025) no contexto de seu retorno triunfal da conquista bizantina da Bulgária. Contudo, estudiosos modernos reinterpretaram a cena, alegando na verdade tratar-se de João I Tzimisces (r. 969–976), que em 971 realizou um retorno triunfal para Constantinopla após sua bem-sucedida campanha contra os Rus' que tinham invadido e ocupado a Bulgária. Além disso, variadamente interpretou-se as figuras apresentadas ao lado da figura imperial como Tiques.

## História

Santa Sofia, local onde possivelmente o Sudário de Guntário estava originalmente

Em novembro de 1064, Guntário tomou parte da chamada Grande Peregrinação Germânica de 1064-1065 para Jerusalém, sob a liderança do arcebispo Sigurdo I de Mogúncia, o bispo Guilherme I de Utreque e o bispo Otão de Ratisbona. Os peregrinos, contabilizados cerca de 7 000, que viajaram através da Hungria e então através do Império Bizantino para a Terra Santa. Em Constantinopla, a estatura imponente de Guntário e suas roupas elegantes levaram as pessoas a acharem que fosse o imperador Henrique IV (r. 1084–1105), viajando incógnito. É desconhecido como Guntário adquiriu a seda. O bizantinista Günter Prinzing teoriza que o sudário era na verdade utilizado como uma tapeçaria de parede em Santa Sofia.
Guntário morreu em 23 de julho de 1065, durante seu retorno da peregrinação em Székesfehérvár, Hungria, devido a uma grave doença. Os outros peregrinos levaram seu corpo de volta para Bamberga, envolto no tecido. Lá, o sudário seria enterrado e permaneceria desconhecido até ser redescoberto em 1830, quando o túmulo de Guntário foi aberto como parte de extensos trabalhos de restauração da catedral. Hoje, o sudário de Guntário está em exibição ao lado das túnicas, as relíquias e vestimentas imperiais do papa Clemente II (r. 1046–1047) e outros itens do século XI no Museu Diocesano de Bamberga.

## Descrição
O tecido fora produzido mediante o uso de uma técnica de tapeçaria. Possui 218 centímetros de altura e 211 de comprimento, mostrando um imperador bizantino sobre fundo modelado. Ele está cavalgando sobre um cavalo branco, trajando uma coroa imperial de estilo bizantino, e portando uma lábaro em miniatura em sua mão direita. O imperador é flanqueado por duas figuras de Tiques, personificações femininas da fortuna da capital. Elas estão coradas com coroas murais e vestidas com longas roupas de baixo amarelas até os tornozelos e túnicas coloridas transparentes. A Tique direita, com a túnica verde, provavelmente presenteia o imperador com uma coroa, enquanto a esquerda, trajada em azul, segura a tufa, uma chapeleira reservada exclusivamente para triunfos. Ambas as figuras estão descalças, uma convenção simbólica típica de escravos, significando a submissão delas ao imperador, ou representando a divindade delas como deusas da fortuna.

## Interpretação

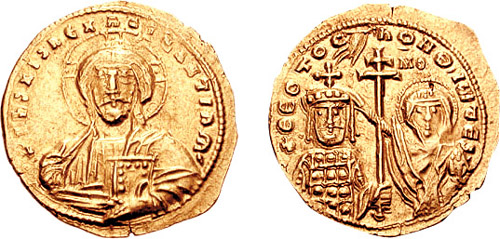
Histameno de r. e r.

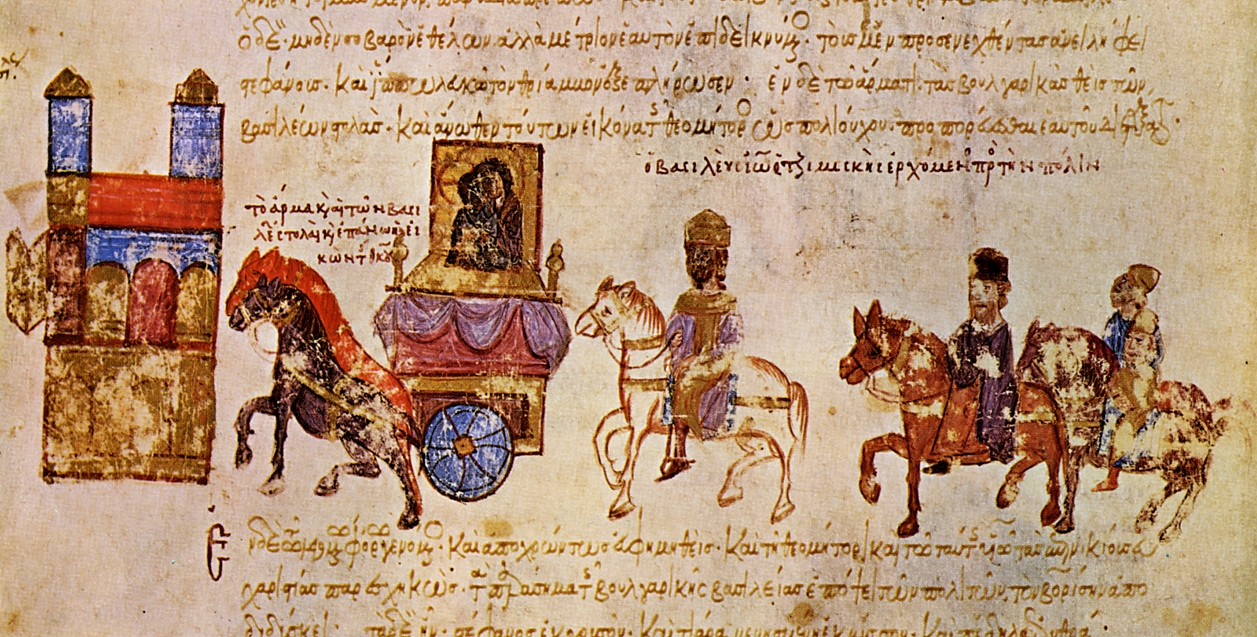
Retorno triunfal de João Tzimisces para Constantinopla em 971 segundo o Escilitzes de Madrid

O imperador foi inicialmente identificado, pelo bizantinista francês André Grabar, com Basílio II (r. 976–1025), e seu retorno triunfal de suas guerras contra os búlgaros. A pesquisa moderna, contudo, concluiu que o tecido represente João I Tzimisces (r. 969–976) e seu retorno em 971 de sua campanha contra os Rus' que tinham invadido e ocupado a Bulgária.
Segundo o historiador Leão, o Diácono, durante a procissão triunfal de Tzimisces, o imperador cavalgou sobre um cavalo branco atrás de uma carroça carregando um ícone da Virgem Maria e a regalia búlgara, com o cativo Bóris II (r. 969–971) e sua família seguindo atrás. O relato posterior de João Escilitzes difere em alguns detalhes na descrição da procissão, mas ambas as fontes concordam que nesta ocasião, Tzimisces cavalgou um cavalo branco, e que duas coroas búlgaras desempenharam um papel importante no processo. Ambos os autores também concordam que uma destas coroas era uma tiara, ou seja, a tufa, em concordância com a descrição do Sudário de Guntário.
Autores mais antigos interpretam as duas Tiques como representando Roma e Constantinopla (Nova Roma), ou mesmo Atenas e Constantinopla, as duas cidades onde Basílio II celebrou sua vitória sobre a Bulgária. Uma proposta diferente, baseada na coloração das roupas, considera que representem os Azuis e Verdes, os dois partidos tradicionais das corridas do Hipódromo da capital. Os estudiosos modernos, por outro lado, sugerem que elas podem representar as duas grandes cidades capturadas durante a campanha de Tzimisces, Preslav e Dorostolo. Isso é significante no contexto que estas cidades foram renomeadas para Joanópolis (em honra ao imperador) e Teodorópolis (por os bizantinos acreditarem que São Teodoro, o Estratelate interveio na batalha final contra os Rus' diante de Dorostolo) respectivamente.